# Neosho Municipal Golf Course
Der Neosho Municipal Golf Course (auch bekannt als Neosho Golf Club) ist ein städtischer öffentlicher Golfplatz in Neosho (Missouri), im Newton County, im US-Bundesstaat Missouri, in den Vereinigten Staaten. Der 27-Loch-Golfplatz ist in drei 9-Loch-Parcours ausgelegt. Der Originalparcours wurde vom US-amerikanischen Golfarchitekten Perry Duke Maxwell entworfen und 1924 fertiggestellt.
1997 wurde eine mehrere Millionen USD-Renovierung des Golfplatzes in Angriff genommen und 2001 fertiggestellt. Die Gesamtyards des Parcours betragen 2.934.
Der Golfplatz befindet sich in der Clubhouse Road 1850 und ist täglich geöffnet. Er wird vom ehemaligen Golfprofi Justin Beck verwaltet.